# Anthophora porterae
Anthophora porterae är en biart som beskrevs av Cockerell 1900. Anthophora porterae ingår i släktet pälsbin, och familjen långtungebin. Inga underarter finns listade i Catalogue of Life.
Artens utbredningsområde är Nordamerika.